# 1859 az irodalomban
Az 1859. év az irodalomban.

## Események
- Kolozsvárt megalakul az Erdélyi Múzeum-Egylet az erdélyi tudományos és irodalmi élet fellendítésére
- október 31. – A Magyar Tudományos Akadémián Arany János megtartja akadémiai székfoglalóját: Zrínyi és Tasso

## Megjelent új művek
- Bjørnstjerne Bjørnson norvég költő, író elbeszélése: Arne
- Charles Dickens történelmi regénye: Két város története (A Tale of Two Cities)
- George Eliot regénye: Bede Ádám (Adam Bede)
- George Meredith korai regénye: The Ordeal of Richard Feverel (Tökéletes férfi)
- Ivan Goncsarov regénye: Oblomov (Обломов)
- Lev Tolsztoj kisregénye: Családi boldogság (Семейное счастие)
- Ivan Turgenyev regénye: Nemesi fészek (Дворянское гнездо)

### Költészet

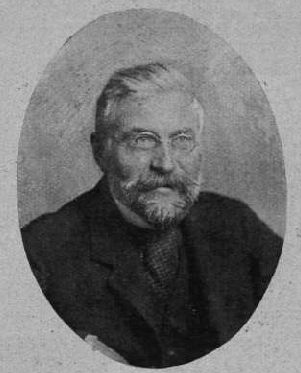
Vikár Béla

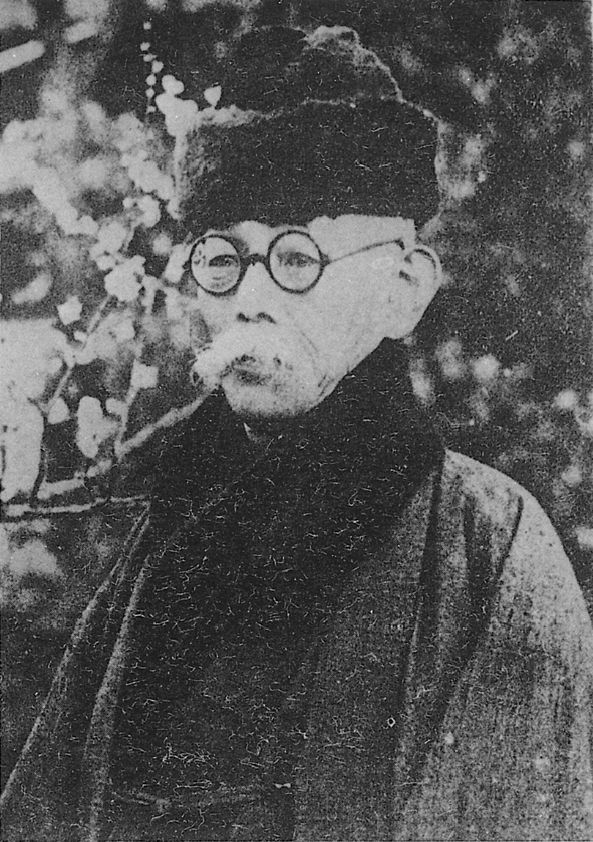
Cuboucsi Sójó

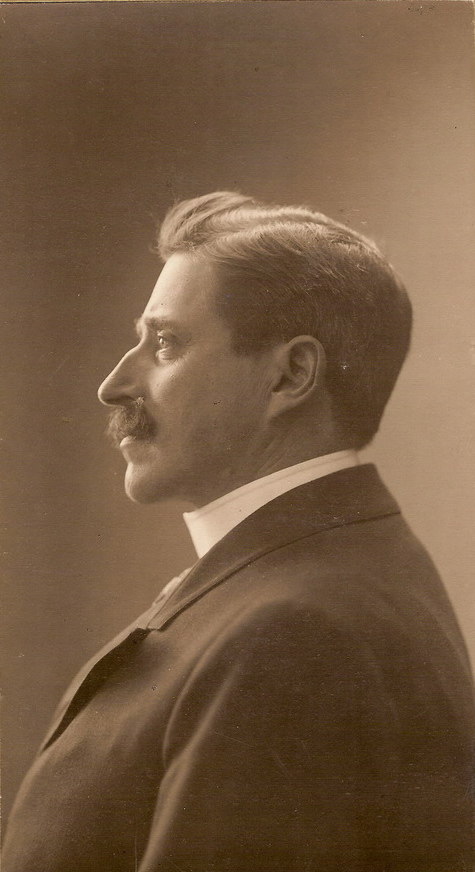
Verner von Heidenstam

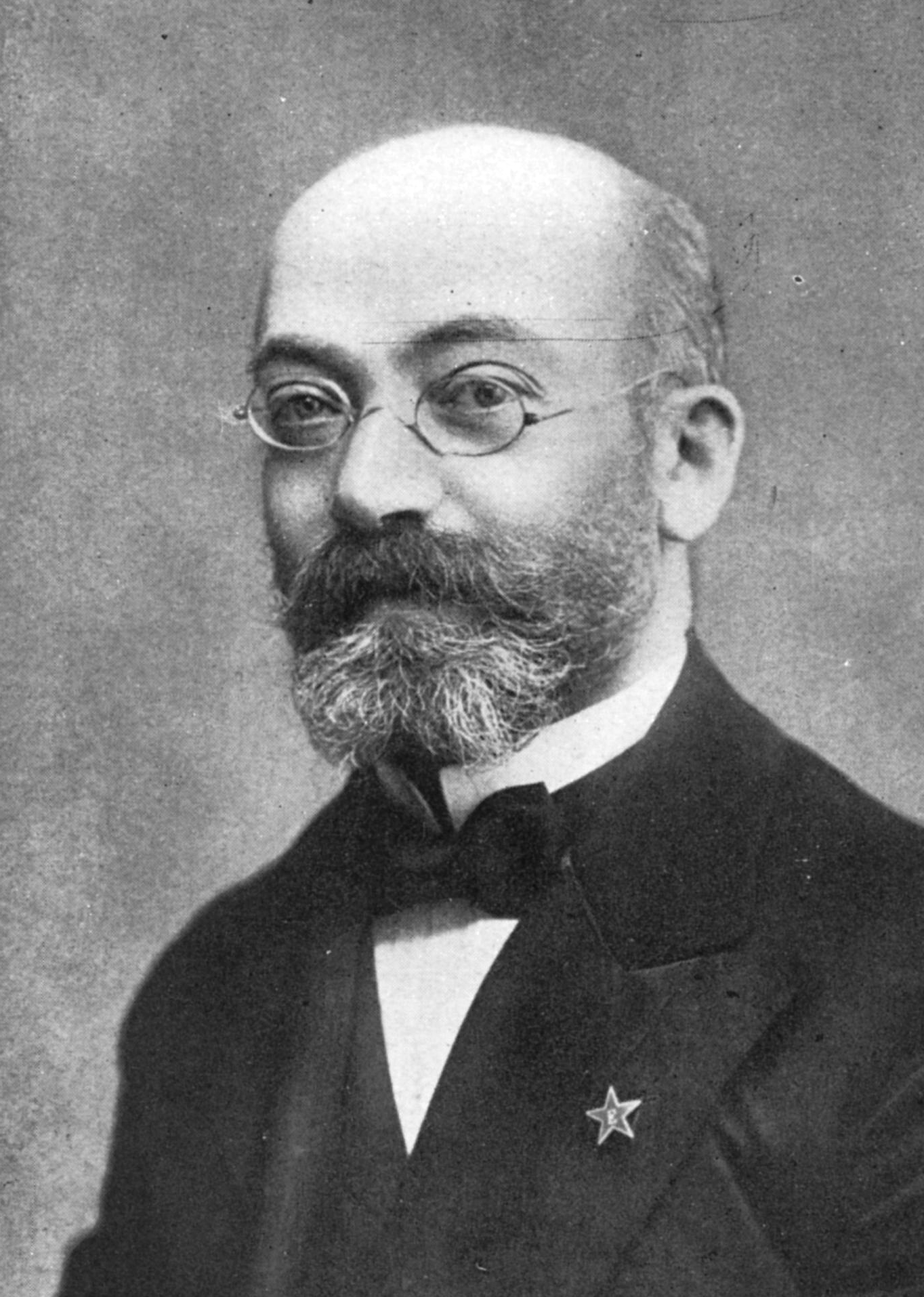
L. L. Zamenhof

- Victor Hugo terjedelmes ciklusa, a La Légende des siècles (A századok legendája) első sorozata; a második sorozat 1877-ben, a harmadik 1883-ban jelenik meg
- Megjelennek Alfred Tennyson Idylls of the King (Királyidillek) című nagy költemény-sorozatának (1859–1885) első elbeszélő költeményei
- Aristotelisz Valaoritisz görög költő elbeszélő költeménye Froszini asszony (Ι Kira Frosini, Η Κυρά Φροσύνη)[1]
- Megjelenik Omar Hajjám 11. századi perzsa költő Rubáiyat című versgyűjteménye Edward Fitzgerald angol költő átköltésében[2]

### Dráma
- Alekszandr Osztrovszkij orosz író legjobb drámája: Vihar (Groza), bemutató Moszkvában

### Magyar nyelven
- Arany János akadémiai székfoglaló értekezése, a Zrínyi és Tasso a Budapesti Szemle 1859–1860. évfolyamában
- Eötvös József: Elbeszélések (gyűjteményes kötet)
- Madách Imre
  - februárban kezdi írni főművét, Az ember tragédiáját
  - elkészül szatirikus vígjátéka, A civilizátor, de kéziratban marad

## Születések
- március 2. – Sólem Aléchem zsidó vallású, jiddis nyelven alkotó orosz író († 1916)
- április 1. – Vikár Béla magyar folklorista, műfordító, a Kalevala első fordítója († 1945)
- május 2. – Jerome K. Jerome angol író († 1927)
- május 22.– Arthur Conan Doyle skót író, aki leginkább Sherlock Holmesról szóló detektívregényei révén ismert († 1930)
- május 22.– Cuboucsi Sójó japán regény- és drámaíró, műfordító, esszéista († 1935)
- július 6. – Verner von Heidenstam Nobel-díjas (1916) svéd költő, író († 1940)
- augusztus 4. – Knut Hamsun Nobel-díjas (1920) norvég író, költő († 1952)
- december 15. – Lazar Markovics Zamenhof szemészorvos, filológus, aki kidolgozta az eszperantó nyelv alapjait († 1917)

## Halálozások
- január 20. – Bettina von Arnim német romantikus írónő (* 1785)
- február 23. – Zygmunt Krasiński lengyel költő, író; a három bárd egyike (* 1812)
- november 28. – Washington Irving amerikai író, történész, egyebek között Az Álmosvölgy legendája szerzője (* 1783)
- december 8. – Thomas De Quincey angol esszéíró (* 1785)
- december 16. – Wilhelm Grimm német író, nyelvtudós, régiségbúvár, Jacob Grimm öccse (* 1786)
- december 28. – Thomas Babington Macaulay brit politikus, kritikus, történet- és esszéíró  (* 1800)